# Вердзуоло
Вердзуо́ло, Верцуоло (итал. Verzuolo) — коммуна в Италии, в регионе Пьемонт. Население — 6 379 человек (31 декабря 2004), площадь — 26,2 км².
Состоит из фракций (frazioni) Фаличетто, Виллановетта, Папо, Кьямина, Сан-Бернардо и Помероло.
Покровительницей коммуны почитается Пресвятая Богородица (Nome di Maria), празднование во второе воскресение сентября.

## Известные люди
- Бриаторе, Флавио (итал. Flavio Briatore), бывший глава команды Формулы-1 ING Renault.

## Галерея

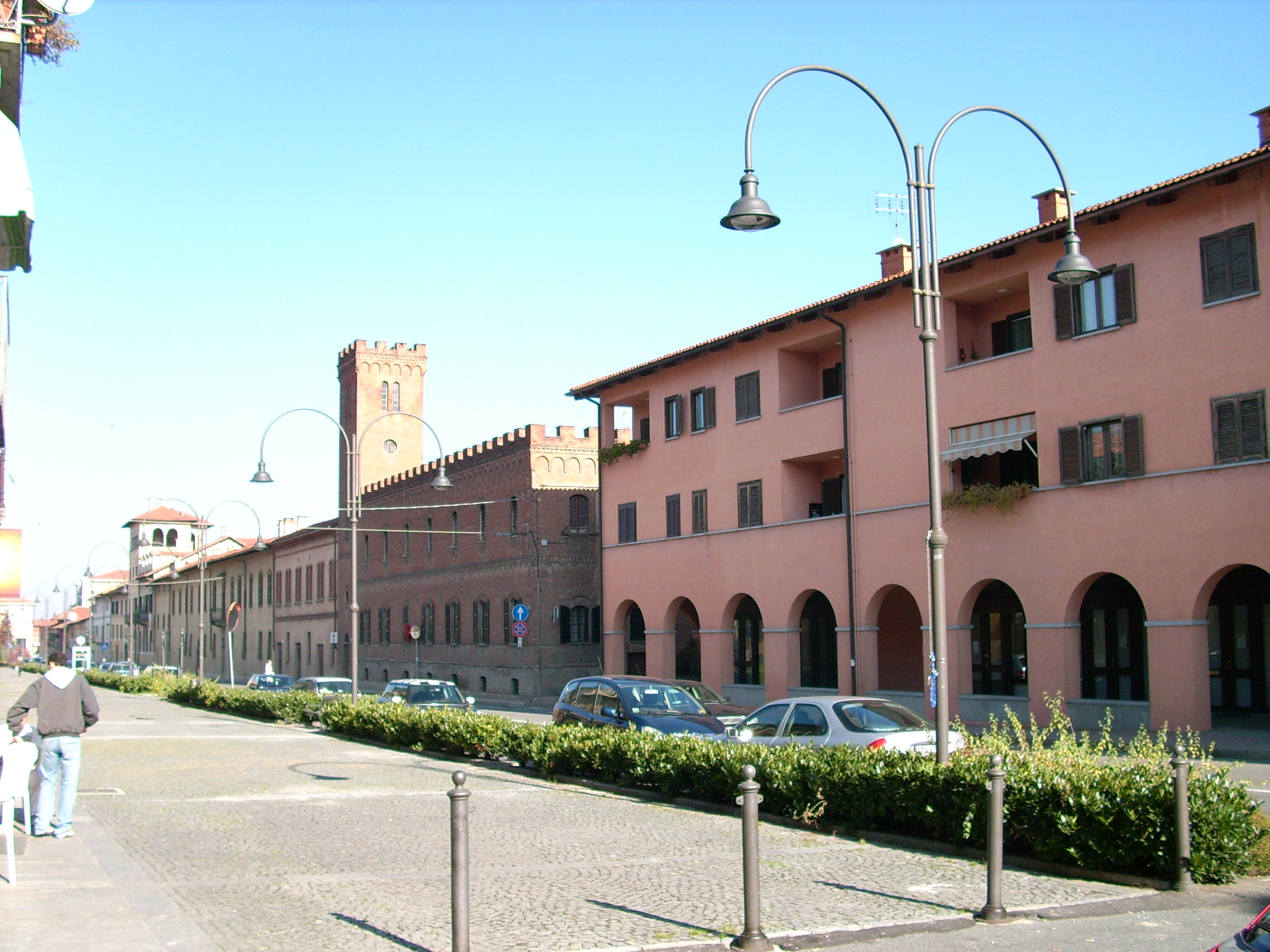
Verzuolo
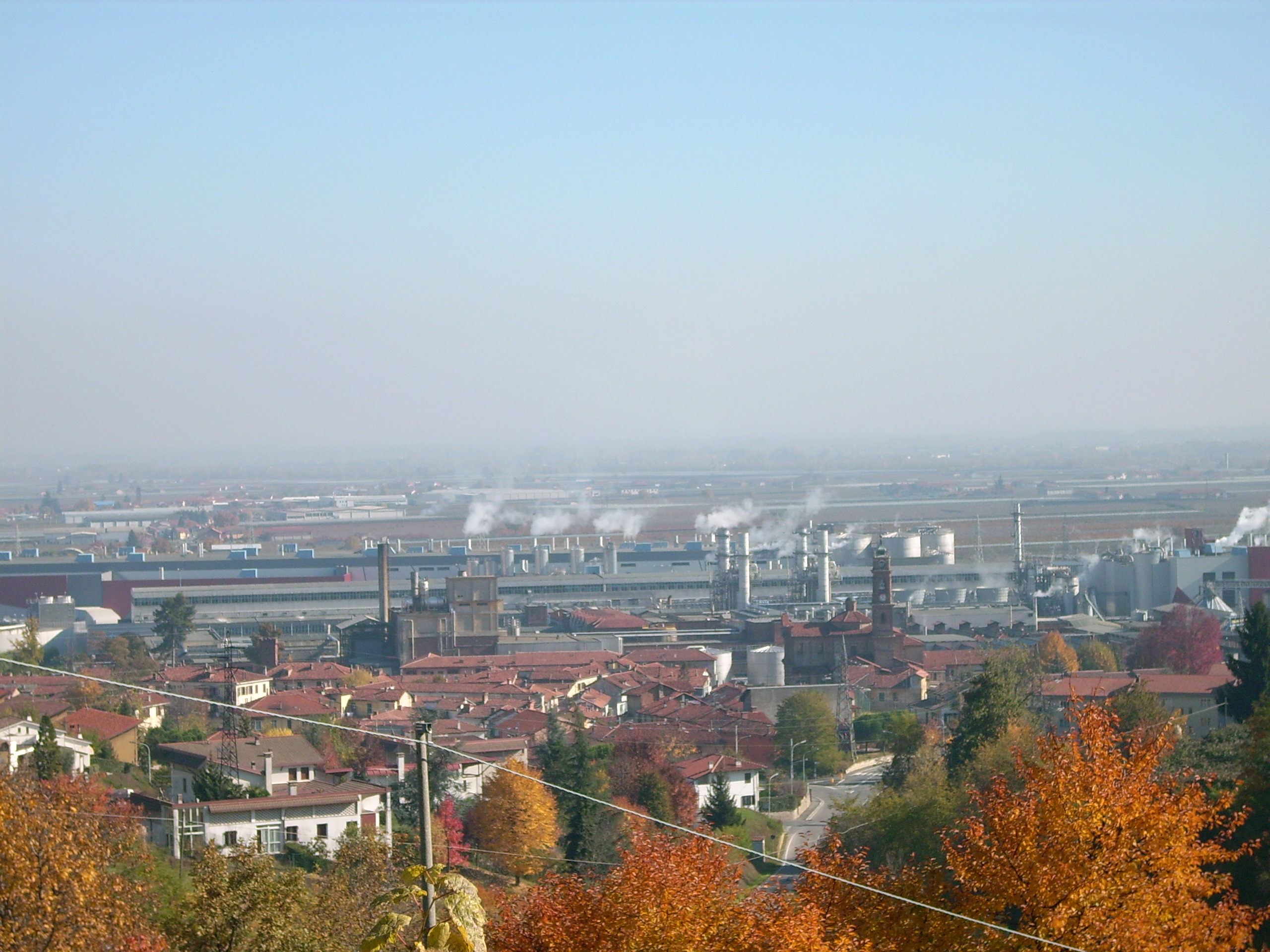
Cartiera Burgo
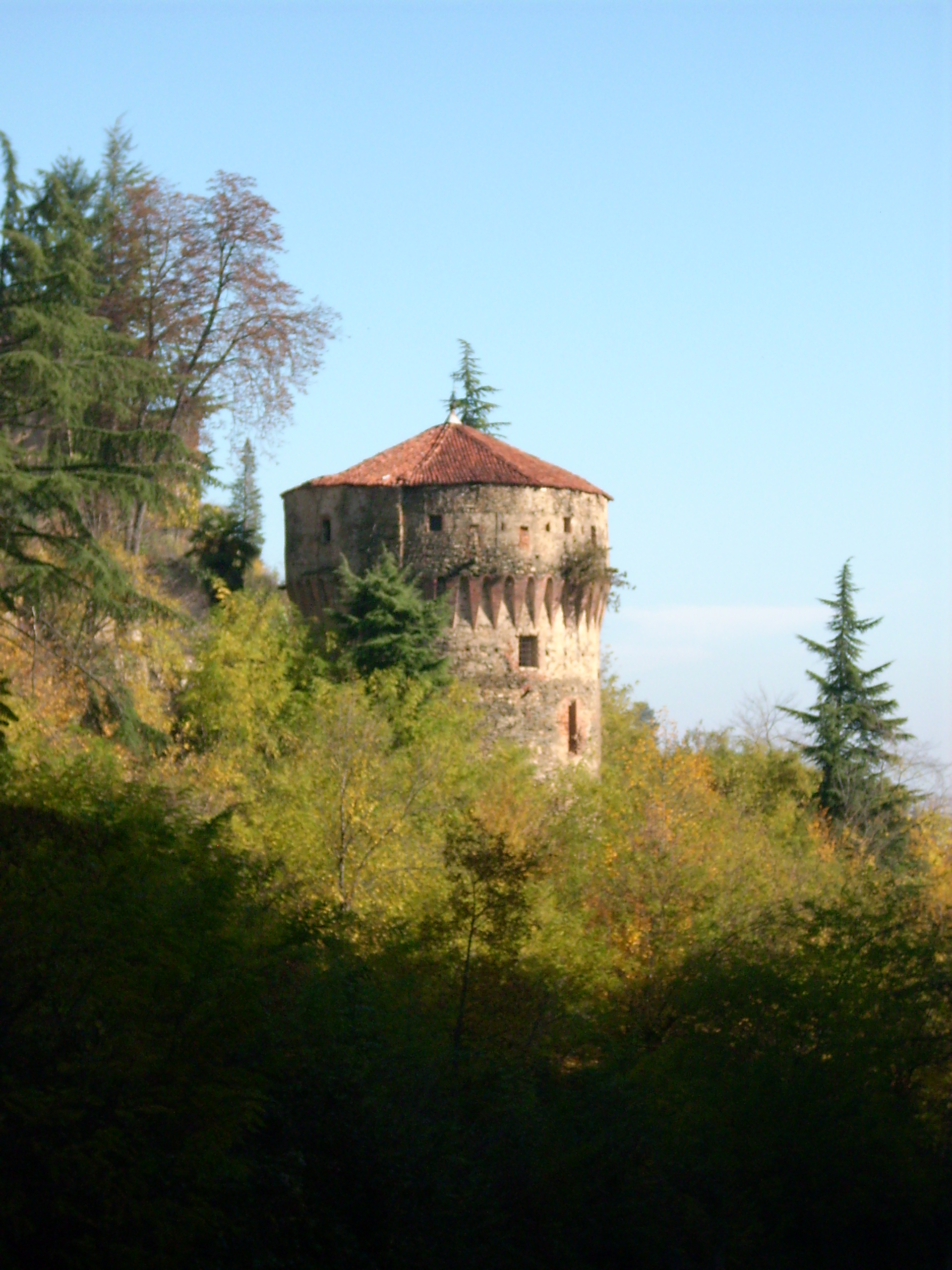
Castello di Verzuolo
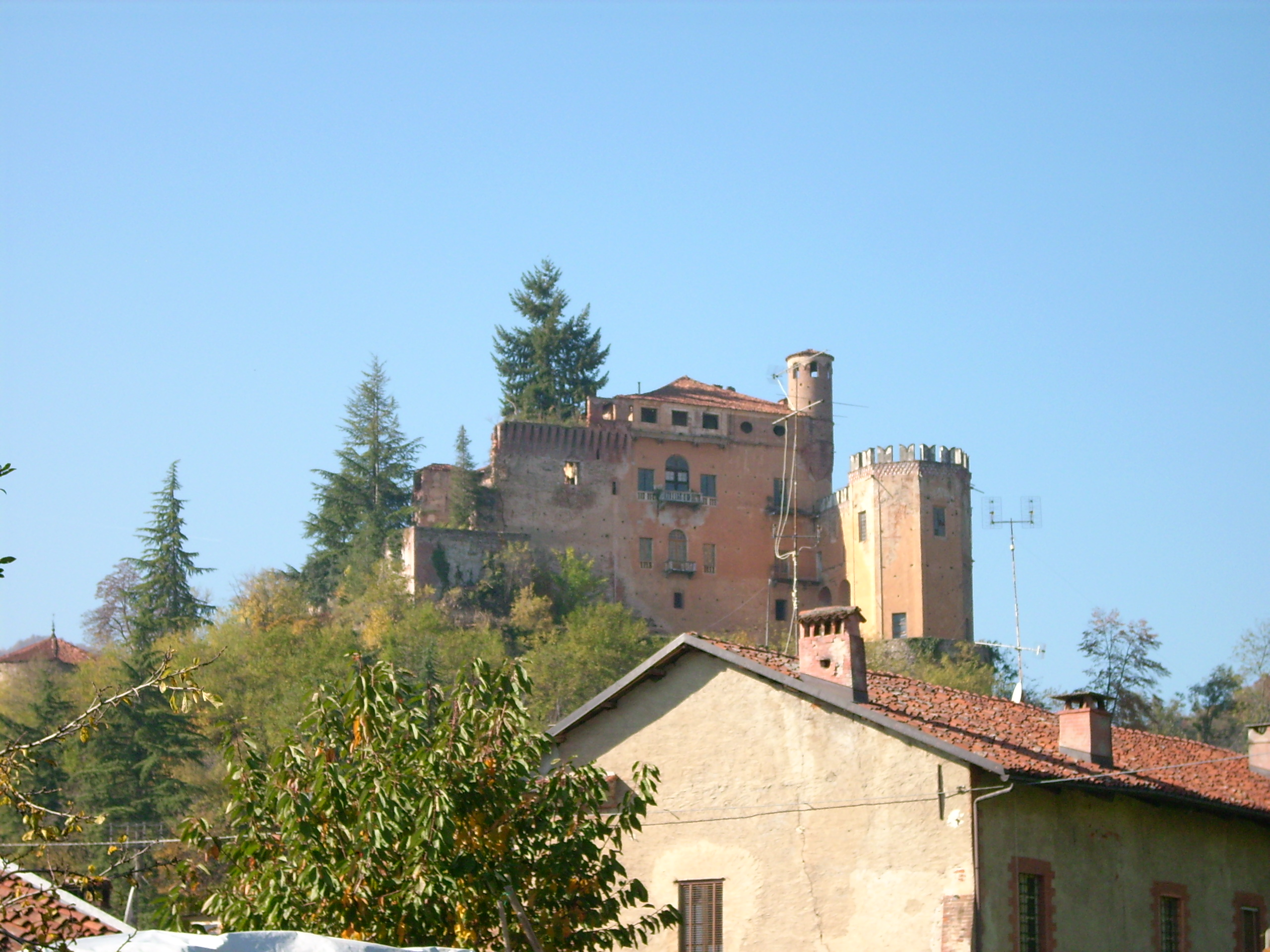
Castello di Verzuolo
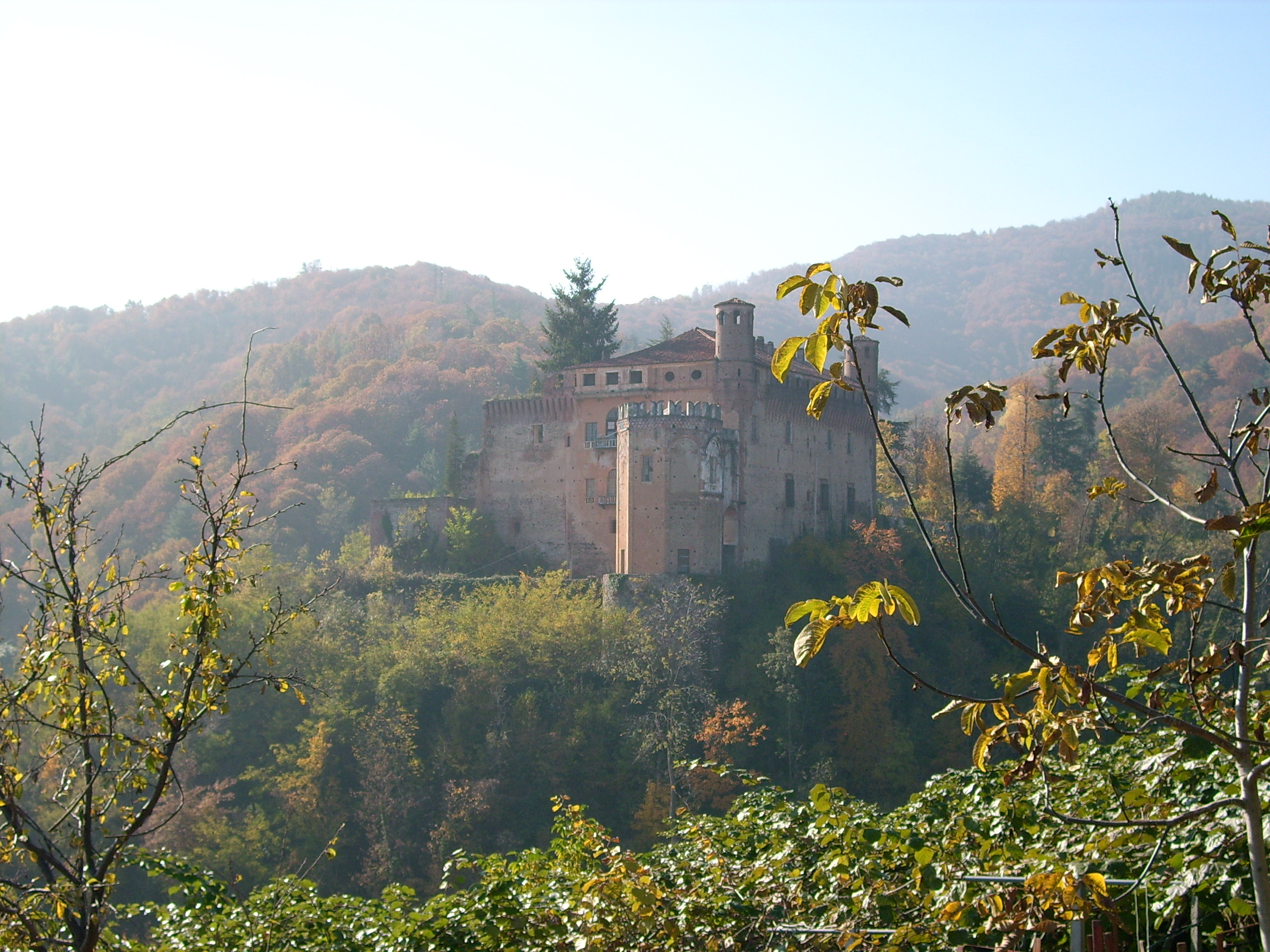
Castello di Verzuolo
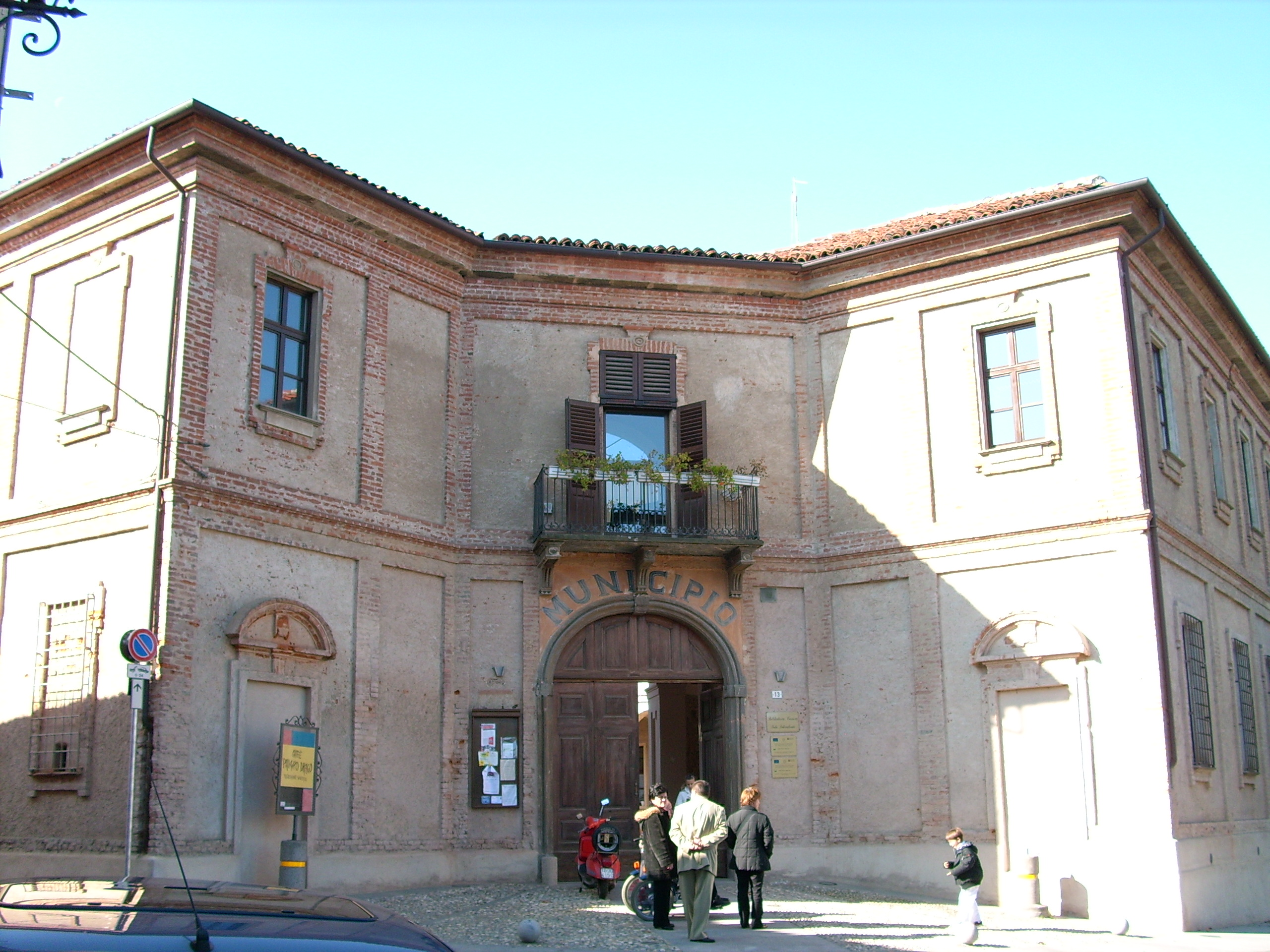
Palazzo Drago
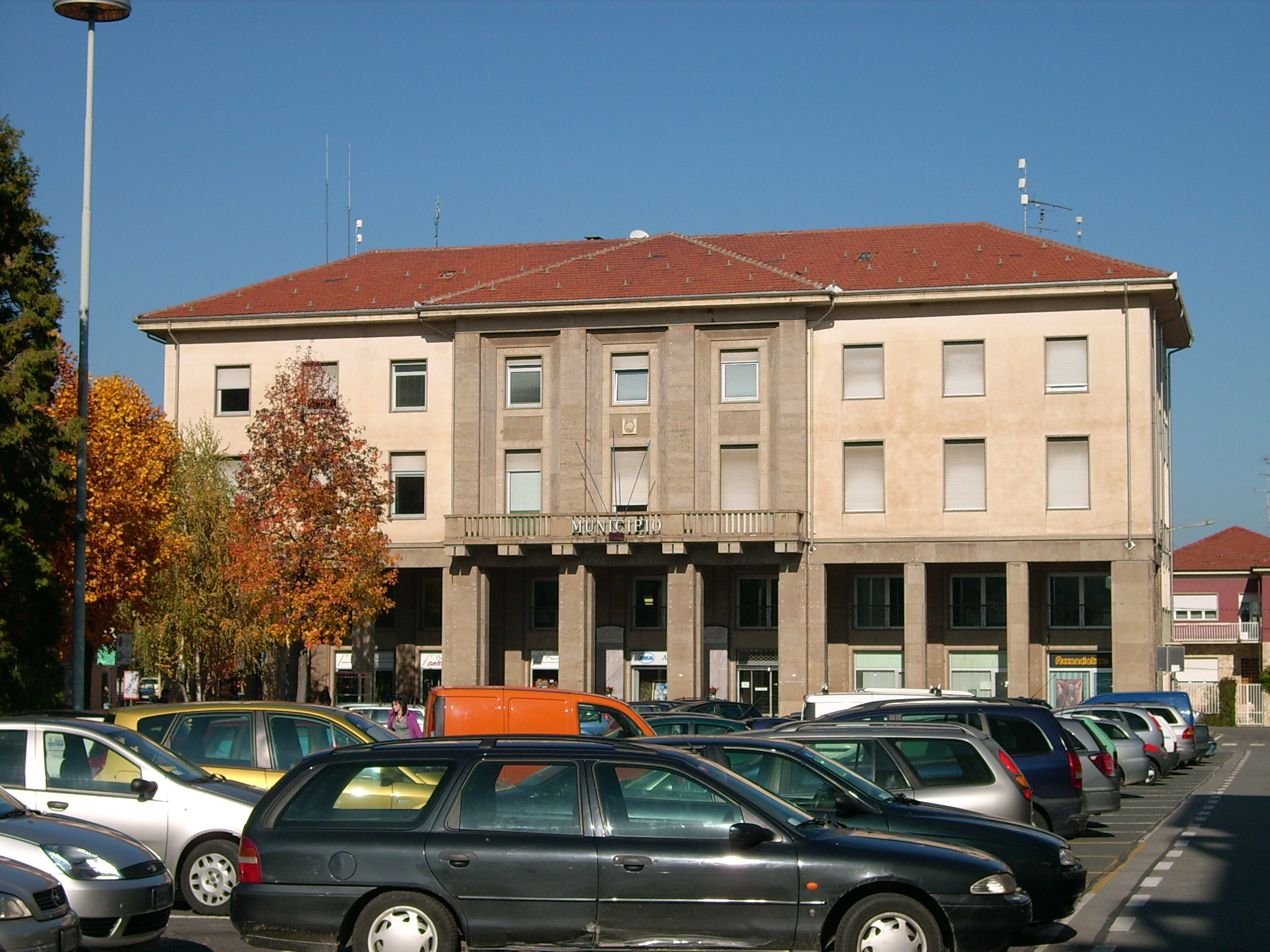
Palazzo Comunale
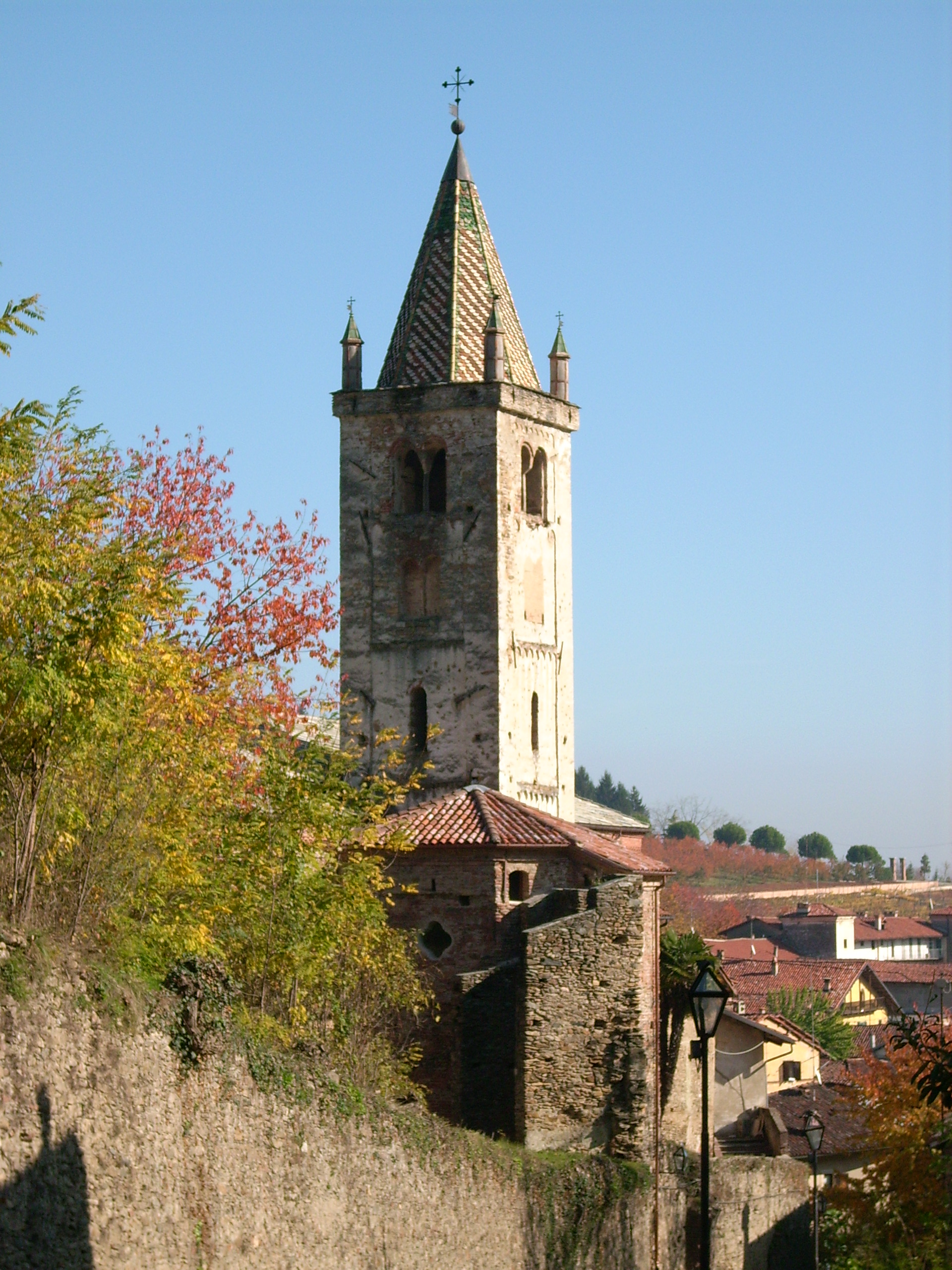
Старинная приходская церковь свв. апостолов Иакова и Филиппа
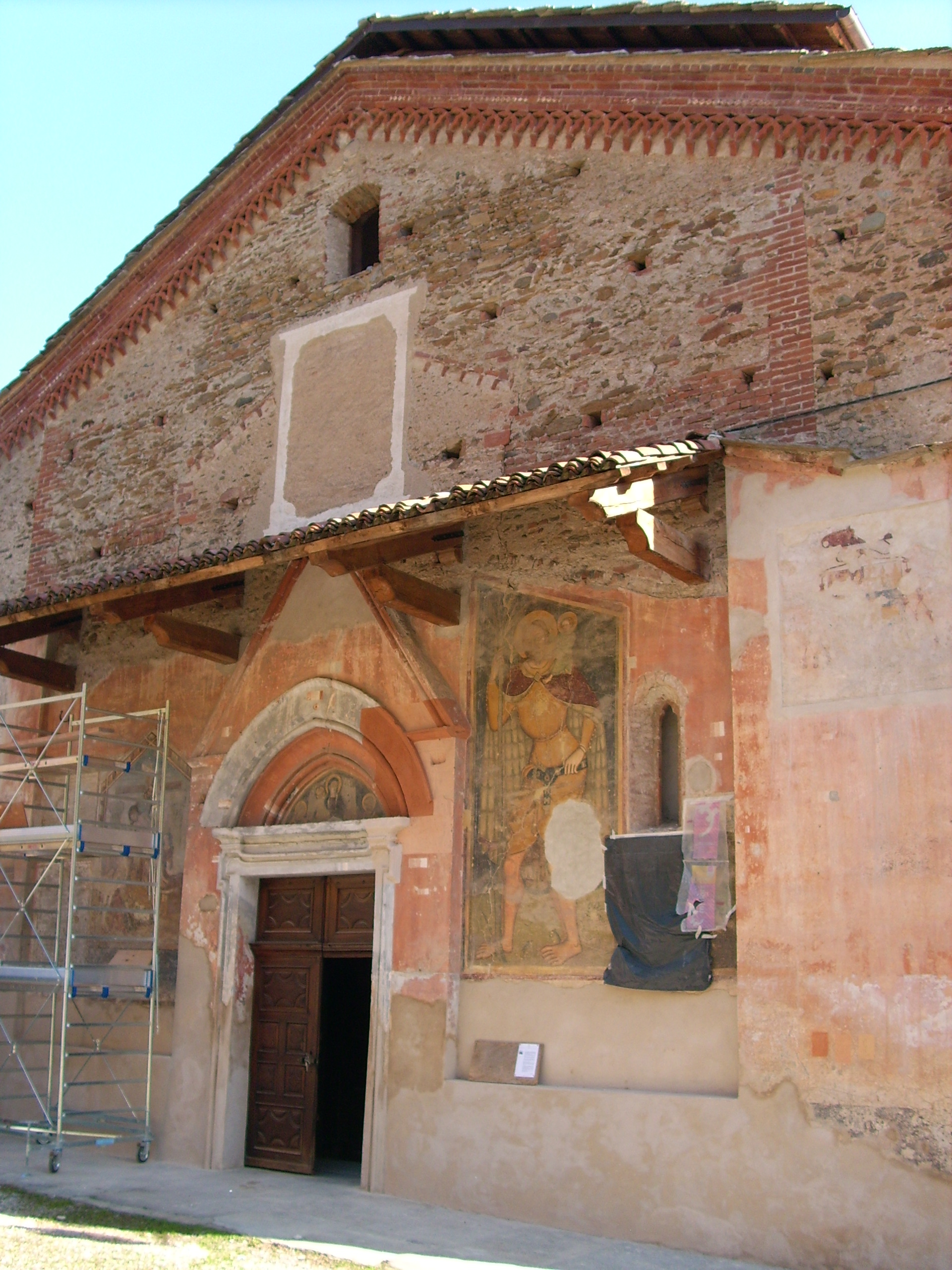
Старинная приходская церковь свв. апостолов Иакова и Филиппа
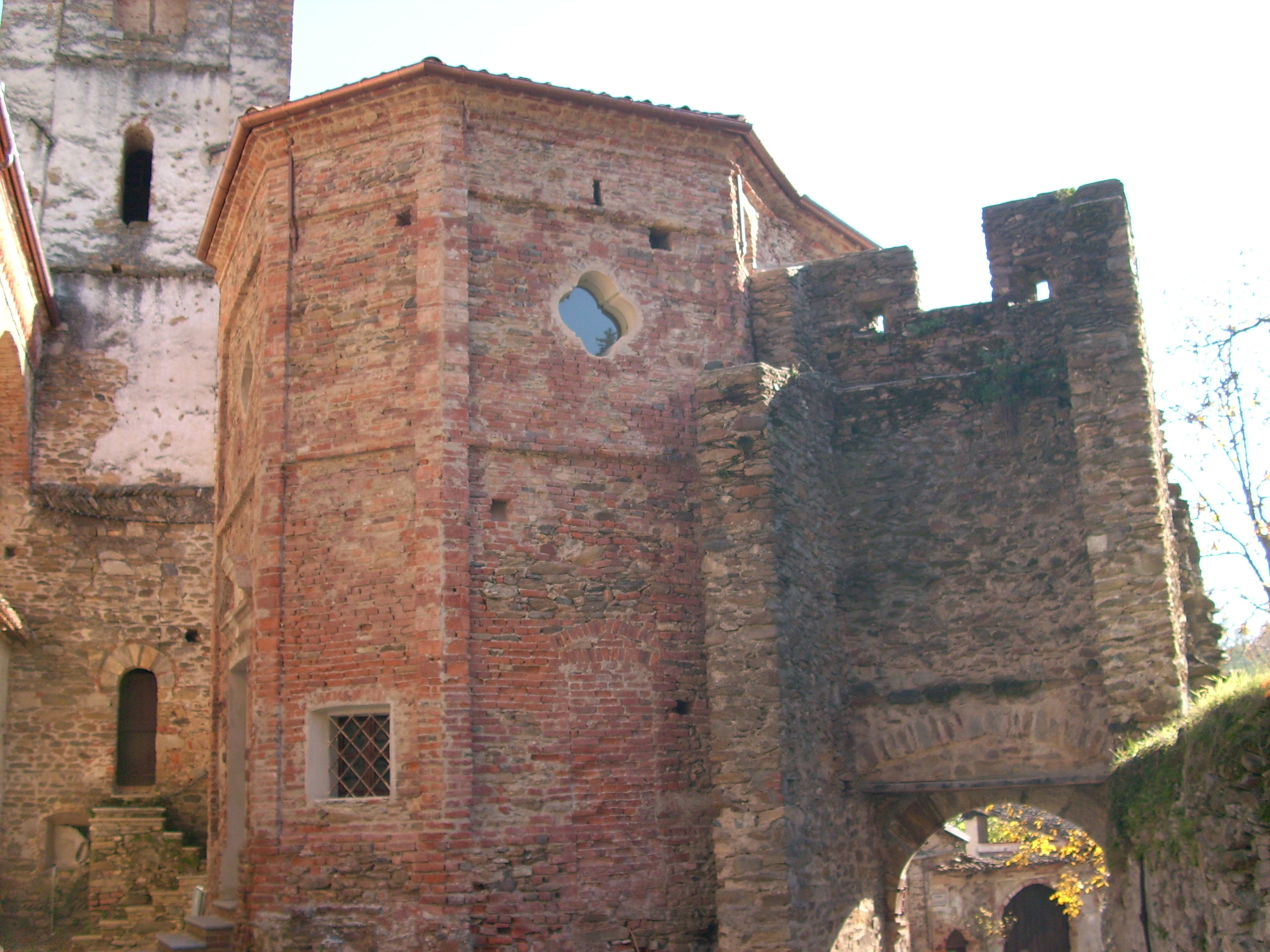
Старинная приходская церковь свв. апостолов Иакова и Филиппа
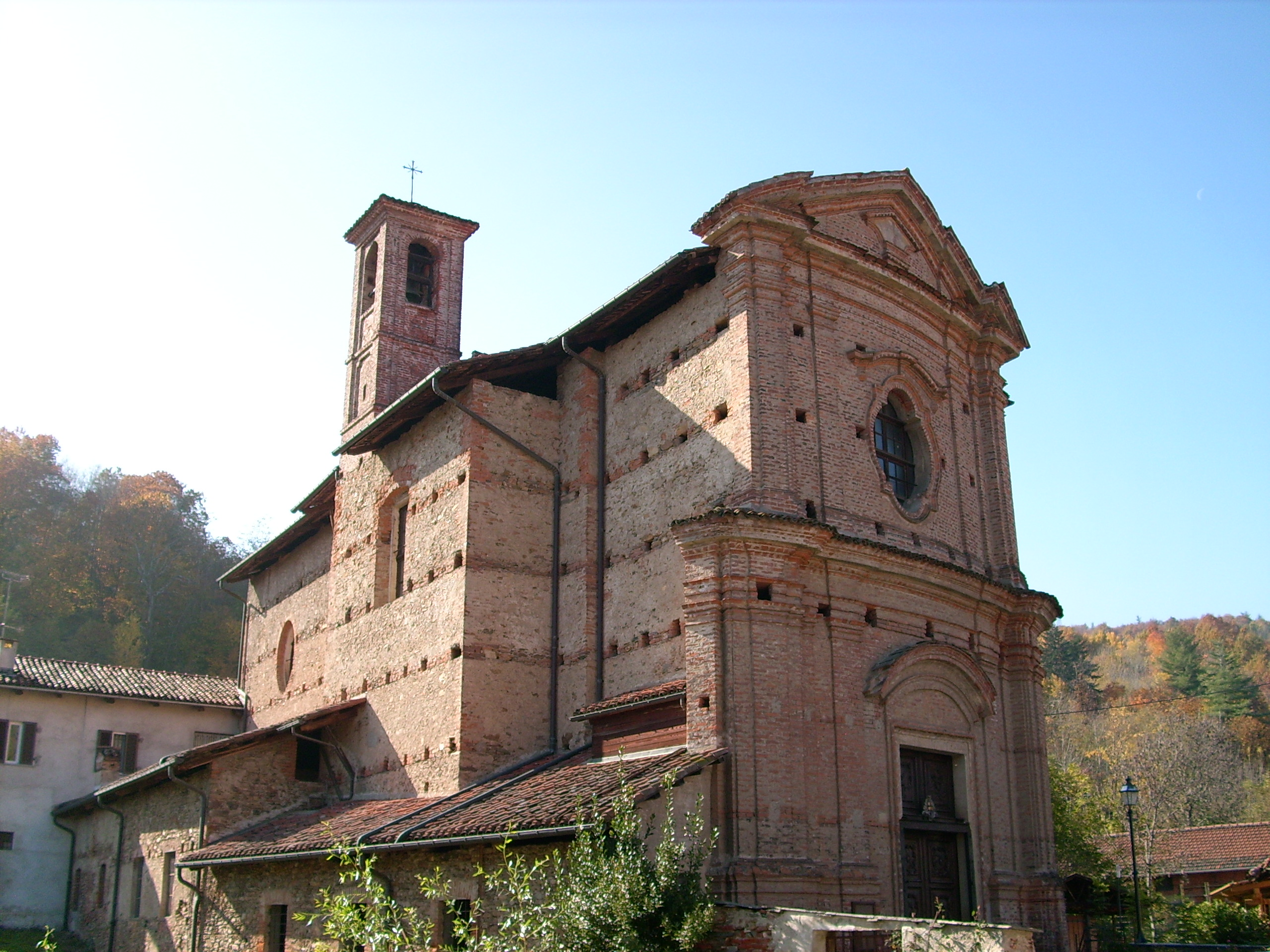
Chiesa della Confraternita dei Disciplinanti
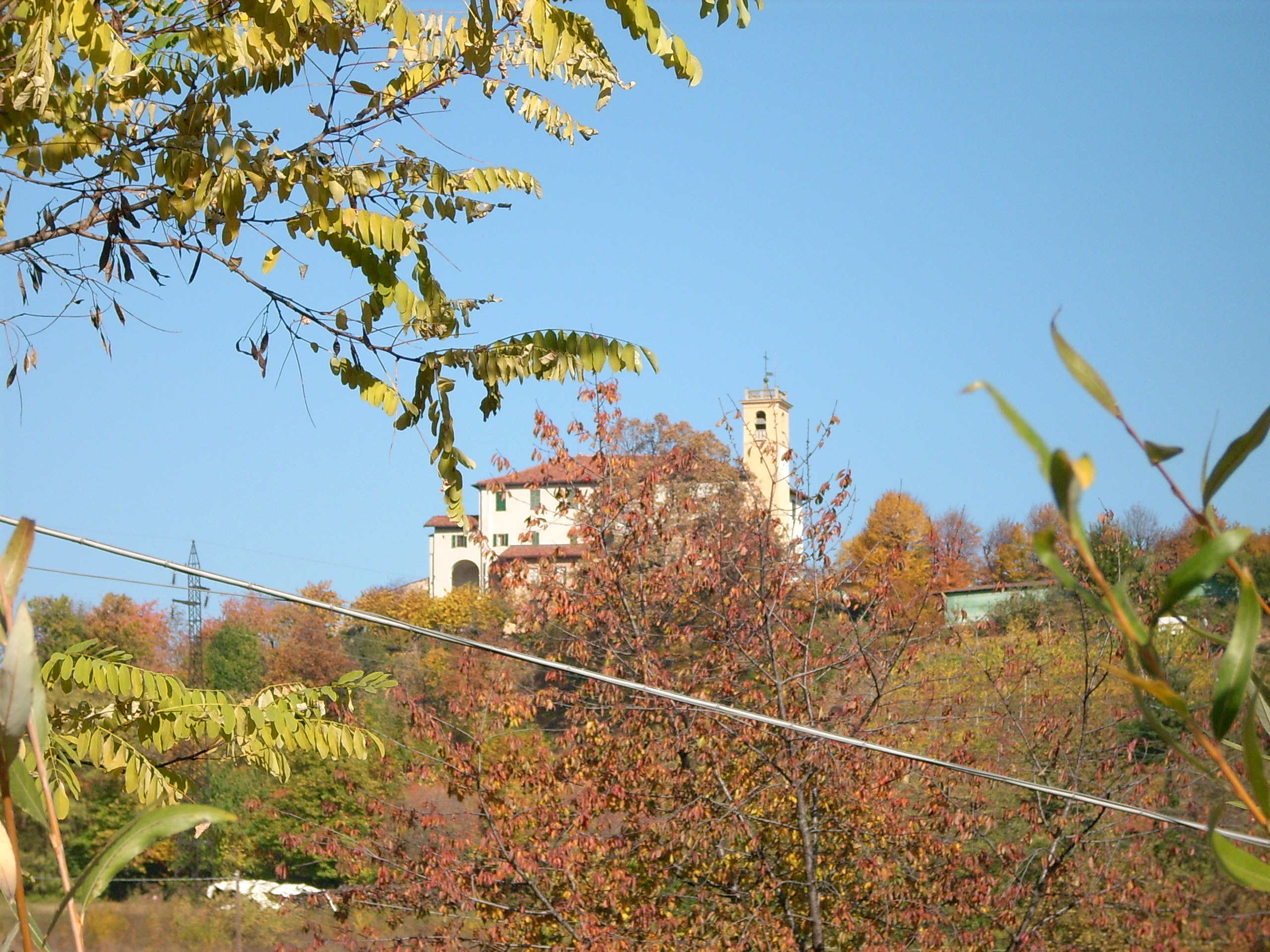
Convento presso Verzuolo